# Nagórzanka (Buczacz)
Nagórzanka (ukr. Нагірянка, Nahirianka) – część miasta Buczacza, siedziby rejonu buczackiego w obwodzie tarnopolskim na Ukrainie (do 17 lipca 2020), do 1965 roku oddzielna wieś. Obok Nagórzanki przepływa rzeka Strypa. Przez Nagórzankę przechodzi droga terytorialna T 2006 łącząca Buczacz m.in. z Zarwanicą.

## Historia
Pod nadzorem greckokatolickiej konsystorii we Lwowie w latach 1862, 1863, 1864, 1865 miała działać w Nagórzance szkoła trywialna, która wchodziła w skład buczackiego szkolnego dystryktu, jednak posada nauczyciela była nieobsadzona.
Około 1890 bracia hr. Emil, Oskar i Artur Potoccy nabyli część dóbr tabularnych Nagórzanka od Sabiny Niewiadomskiej.
W 1901 działała w Nagórzance gorzelnia Mosesa Izraela Premingera. 10 kwietnia 1904 w czytelni Kółka rolniczego we wsi odbył się obchód kościuszkowski.
W II Rzeczypospolitej miejscowość stanowiła początkowo samodzielną gminę jednostkową. 1 sierpnia 1934 roku w ramach reformy na podstawie ustawy scaleniowej została włączona do zbiorowej gminy wiejskiej Podzameczek w powiecie buczackim, w województwie tarnopolskim. W 1921 roku gmina Nagórzanka liczyła 2984 mieszkańców (1579 kobiet i 1405 mężczyzn) i znajdowało się w niej 525 budynków mieszkalnych. 1728 osób deklarowało narodowość polską, 1254 – ukraińską (rusińską), 2 – żydowską. 1426 osób deklarowało przynależność do wyznania greckokatolickiego, 1326 – do rzymskokatolickiego, 232 – do mojżeszowego. Dodatkowo obszar dworski Nagórzanki liczył 27 mieszkańców (14 kobiet i 13 mężczyzn) i znajdowało się w nim 5 budynków mieszkalnych. Wszystkie 27 osób deklarowało narodowość polską. 21 osób deklarowało przynależność do wyznania rzymskokatolickiego, 5 – do mojżeszowego, 1 – do greckokatolickiego.
W czasie okupacji niemieckiej mieszkający tutaj Józef i Barbara Zariwni oraz Jan Kraupa i Józefa Kraupa ukrywali Żydów, za co po wojnie Instytut Jad Waszem uhonorował ich tytułami Sprawiedliwych wśród Narodów Świata.
W latach 1944–1945 nacjonaliści ukraińscy z OUN-UPA zamordowali tu łącznie 11 Polaków.
W 1965 wieś została włączona w obręb Buczacza.

## Zabytki

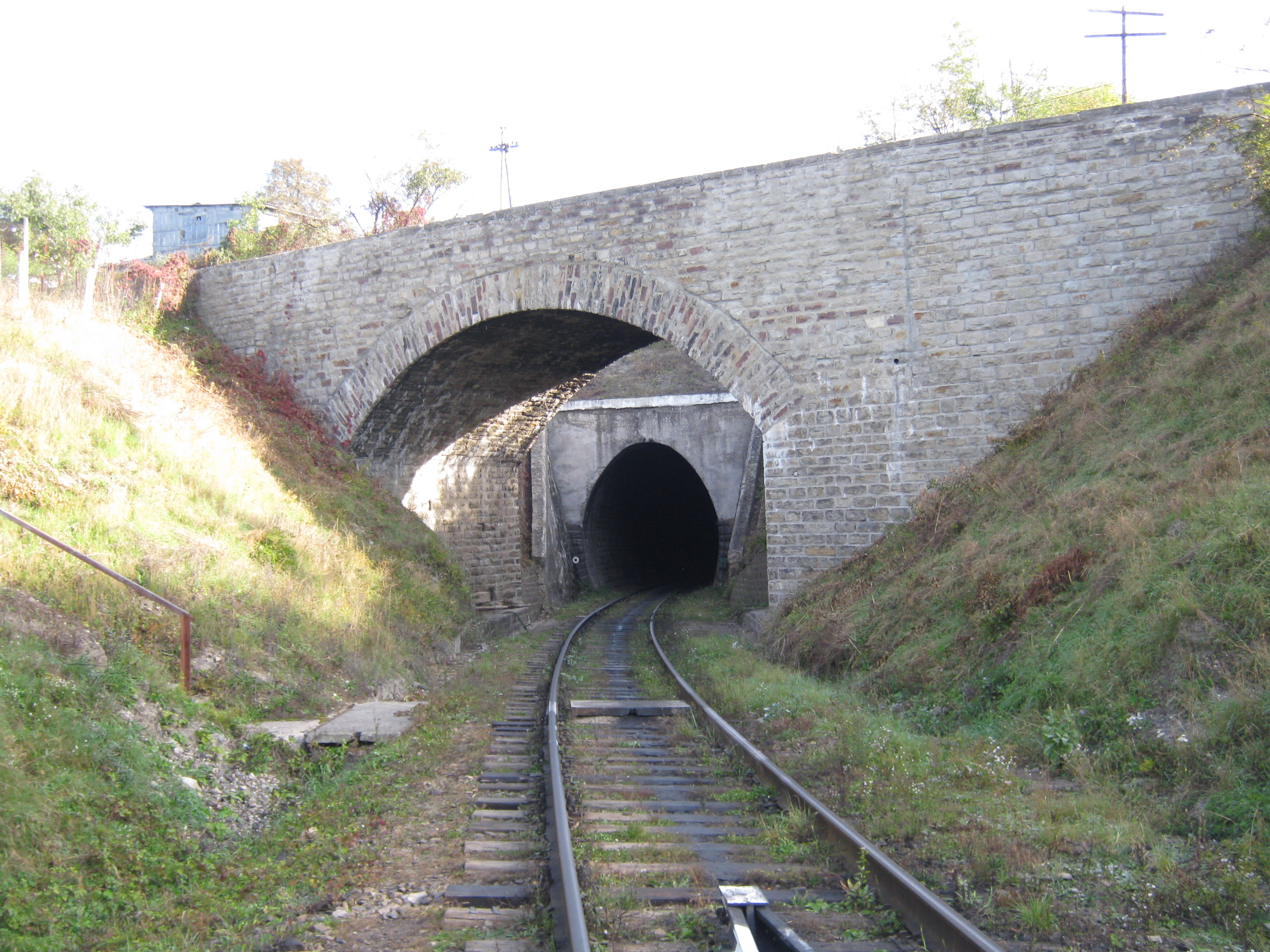
Most na drodze T 2006 oraz wejście do tunelu

- cerkiew pw. św. Michała Archanioła
- cmentarz Nagórzański
- tunel kolejowy z 1884